# ريتشارد يانكو
ريتشارد يانكو (بالإنجليزية: Richard Janko)‏ هو باحث في تاريخ العصور الكلاسيكية وأستاذ جامعي أمريكي وبريطاني، ولد في 30 مايو 1955 في وستون يوندروود في المملكة المتحدة.